# Aschersonia australiensis
Aschersonia australiensis är en svampart som beskrevs av Henn. 1903. Aschersonia australiensis ingår i släktet Aschersonia och familjen Clavicipitaceae.   Inga underarter finns listade i Catalogue of Life.